# Pop & Rock
Pop & Rock (französisch Pop & Rock & Colégram) ist eine Reihe französischer Comic-Episoden von Jean Solé, Alain Dister und Gotlib, die von 1975 bis 1978 in der Zeitschrift Fluide Glacial erschienen.
1978 erschien ein Album mit den gesammelten Geschichten, die deutsche Ausgabe erschien 1982 im Volksverlag. Die deutsche Übersetzung besorgten Up Art Produktion und Eva Kornbichler.

## Inhalt
Das Prinzip des Originalwerkes war die französische Übersetzung von Songs großer Musikgruppen und der Übertragung der Texte in Bildergeschichten, auch in Fällen, wo Songtexte kaum einen verständlichen Sinn ergeben. Gleichzeitig versuchten die Autoren mit diesem Comic, Musikbewegungen wie bretonische Musik, Punkrock, Zeuhl, Reggae oder Disco zu parodieren. Die französischen Übersetzungen der Songtexte stammen von dem Rockjournalisten Alain Dister, die von Solé in Bilder umgesetzt wurden, unterstützt von seinem Freund Marcel Gotlib .
Zu den porträtierten Gruppen und Sängern zählen unter anderen The Beatles, The Who, Pink Floyd, Genesis, Roxy Music, Magma und Patti Smith.
In der dritten Folge wurde das Stück Stinkfoot von Frank Zappa behandelt. Die von Jean Solé gezeichnete Eröffnungszeichnung stellte Zappas Schweißfüsse dar. Diese Abbildung wurde 1992 für ein Bootleg von Zappas Musik genutzt. Zappa veröffentlichte dieses Bootleg später unter eigenem Namen erneut und übernahm dafür das Werk Solés erneut.

## Rezeption
Autor Chtif kommentierte den Comic auf dem französischen Online-Musikportal sefronia.com als:

« … Graphiquement, c'est la claque, une véritable agression visuelle. Ça déborde de partout, ça grouille de détails aussi marrants que savoureux pour tout amateur de rock qui s'amusera à reconnaître les références dégluties dans le moindre recoin de chaque case. C'est irrévérencieux, crasseux, et souvent vachard, mais comme le rappelle l'édito : "on adore déconner avec les choses qu'on aime" »

„… Grafisch ist er eine Ohrfeige, ein echter visueller Angriff. Es quillt überall über, es wimmelt von Details, die für jeden Rockfan ebenso lustig wie schmackhaft sind, der Spaß daran haben wird, die Referenzen in den kleinsten Ecken der Kästchen zu entdecken. Er ist respektlos, schmutzig und oft gemein, aber wie es im Editorial heißt: „Wir lieben es, mit den Dingen, die wir mögen, herumzualbern““

Gleichzeitig bedauerte er, dass die Comicserie nicht weitergeführt wurde und viele weitere Musikstars nicht ebenso behandelt wurden.